# 拉塞勒苏古宗
拉塞勒苏古宗（法語：La Celle-sous-Gouzon，法語發音：[la sɛl su ɡuzɔ̃]，意为“古宗下方的拉塞勒”）是法国克勒兹省的一个市镇，属于盖雷区。

## 地理
拉塞勒苏古宗（46°12'53"N, 2°12'36"E）面积14.07 平方千米，位于法国新阿基坦大区克勒兹省，该省份为法国中部省份，位于法國中央高原西北部，北起安德尔省和谢尔省，西接维埃纳省，南至科雷兹省，东临多姆山省，东北与阿列省接壤。
与拉塞勒苏古宗接壤的市镇（或旧市镇、城区）包括：多梅罗、古宗、圣西尔万苏图勒、特鲁瓦丰、帕尔萨克 (克勒兹省)。

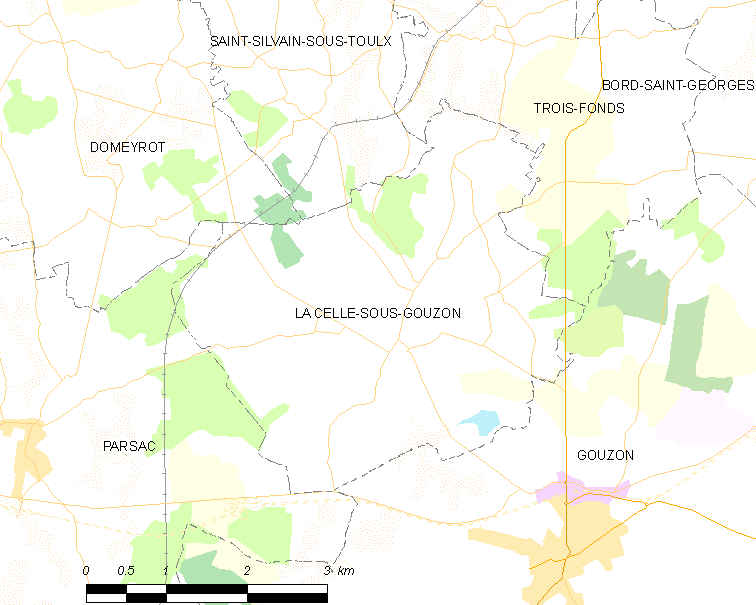
拉塞勒苏古宗的OSM定位图

拉塞勒苏古宗的时区为UTC+01:00、UTC+02:00（夏令时）。

## 行政
拉塞勒苏古宗的邮政编码为23230，INSEE市镇编码为23040。

## 政治
拉塞勒苏古宗所属的省级选区为古宗县。

## 人口

1962-2008年间拉塞勒苏古宗人口变化图示

拉塞勒苏古宗于2022年1月1日时的人口数量为159人。